# Agna
Agna est une commune de la province de Padoue, dans la région Vénétie, en Italie. 

## Administration
| Période                                  | Période  | Identité              | Étiquette | Qualité |
| ---------------------------------------- | -------- | --------------------- | --------- | ------- |
| 15 juin 2004                             | En cours | Giannicola Scarabello | Centro    |         |
| Les données manquantes sont à compléter. |          |                       |           |         |

### Hameaux
Frapiero.

### Communes limitrophes
Anguillara Veneta, Arre, Bagnoli di Sopra, Candiana, Cavarzere, Cona, Correzzola.